# Le Petit-Mercey
Pour les articles homonymes, voir Mercey (homonymie).
Le Petit-Mercey est une ancienne commune française située dans le département du Jura en région Bourgogne-Franche-Comté.  Le 1er janvier 2019, elle devient commune déléguée de Dampierre.

## Géographie

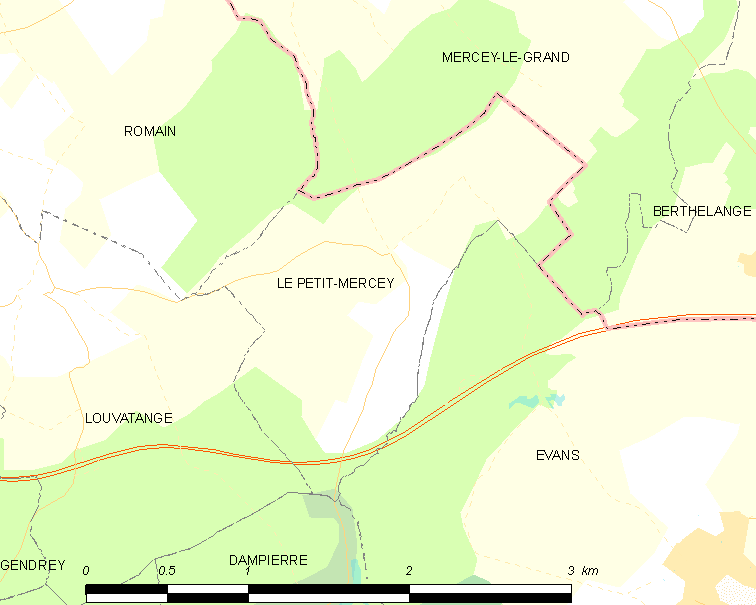
Situation du Petit-Mercey.

## Histoire
Par un arrêté préfectoral du 21 décembre 1972, la commune fusionne en association le 1er janvier 1973 avec Louvatange. La commune nouvellement créée devient alors Louvatange-le-Petit-Mercey et Le Petit-Mercey  devient commune associée. Cependant, cette association prend fin le 1er janvier 1985 par arrêté préfectoral du 11 décembre 1984. Par conséquent, la situation redevient comme elle l'était avant 1973.
Par un arrêté préfectoral du 20 décembre 2018, elle est intégrée à la commune de Dampierre le 1er janvier 2019.

## Politique et administration
| Période   | Période   | Identité         | Étiquette | Qualité                    |
| --------- | --------- | ---------------- | --------- | -------------------------- |
|           | mars 2008 | Bernard Guignaud |           |                            |
| mars 2008 | En cours  | Rémy Martin      | SE        | Retraité Fonction publique |

## Démographie
L'évolution du nombre d'habitants est connue à travers les recensements de la population effectués dans la commune depuis 1793. Pour les communes de moins de 10 000 habitants, une enquête de recensement portant sur toute la population est réalisée tous les cinq ans, les populations de référence des années intermédiaires étant quant à elles estimées par interpolation ou extrapolation. Pour la commune, le premier recensement exhaustif entrant dans le cadre du nouveau dispositif a été réalisé en 2007.

En 2016, la commune comptait 118 habitants, en évolution de +6,31 % par rapport à 2010 (Jura : −0,81 %, France hors Mayotte : +2,11 %).
| 1793 | 1800 | 1806 | 1821 | 1831 | 1836 | 1841 | 1846 | 1851 |
| ---- | ---- | ---- | ---- | ---- | ---- | ---- | ---- | ---- |
| 112  | 137  | 109  | 147  | 129  | 137  | 122  | 123  | 120  |

| 1856 | 1861 | 1866 | 1872 | 1876 | 1881 | 1886 | 1891 | 1896 |
| ---- | ---- | ---- | ---- | ---- | ---- | ---- | ---- | ---- |
| 114  | 115  | 109  | 91   | 104  | 83   | 85   | 98   | 96   |

| 1901 | 1906 | 1911 | 1921 | 1926 | 1931 | 1936 | 1946 | 1954 |
| ---- | ---- | ---- | ---- | ---- | ---- | ---- | ---- | ---- |
| 86   | 69   | 64   | 51   | 51   | 61   | 50   | 51   | 43   |

| 1962 | 1968 | 1990 | 1999 | 2006 | 2007 | 2012 | 2016 | - |
| ---- | ---- | ---- | ---- | ---- | ---- | ---- | ---- | - |
| 43   | 34   | 53   | 58   | 99   | 105  | 103  | 118  | - |